# Conilurus albipes
Conilurus albipes är en utdöd däggdjursart som först beskrevs av Lichtenstein 1829.  Conilurus albipes ingår i släktet Conilurus och familjen råttdjur. IUCN kategoriserar arten globalt som utdöd. Inga underarter finns listade i Catalogue of Life.
Arten påminde med sin yviga svans lite om en ekorre trots att den tillhör råttdjuren. På grund av kroppsfärgen och de stora breda öronen liknade arten även ett hardjur. Conilurus albipes nådde en kroppslängd (huvud och bål) av 23 till 26 cm, en svanslängd av 22 till 24 cm och en vikt av cirka 200 g. Pälsen på ovansidan var lång och mjuk med huvudsakligen grå färg. Hårens spetsar var mörkgrå-bruna. Dessutom var några svarta hår inblandade, likaså med gråbruna spetsar. Gnagaren hade svarta morrhår och smala svarta ögonringar. De flesta exemplar hade en vit undersida samt vita insidor av armar och ben. Svansen var uppdelad i en mörkbrun ovansida och en vitaktig undersida.
Denna gnagare levde i Australien. Artens utbredningsområde sträckte sig över sydvästra South Australia, Victoria, södra och östra New South Wales och möjligen över sydöstra Queensland. Habitatet utgjordes av skogar med eukalyptusträd. En observerad hona hade tre ungar. Individerna var främst nattaktiva och de vilade i underjordiska bon med sin djupaste punkt upp till 60 cm under markytan. Boet fodrades med torra växtdelar.
Arten dog troligen ut på grund av introducerade fiender (tamkatt) och konkurrenter (kaniner, får). De sista levande individerna iakttogs under 1860-talet.